# Ómer (unitat de mesura)
L'ómer (hebreu: עֹֽמֶר) és una unitat de mesura antiga usada en l'època del Temple de Jerusalem. S'utilitza en la Bíblia com a antiga unitat de volum de grans i productes secs. Correspondria a uns 3,6 litres.
La paraula ómer també s'ha d'entendre de vegades com a garba o gavella. En el judaisme, un ómer d'ordi era una ofrena tradicional el segon dia de la Pasqua jueva, durant el període de sacrifici al temple.
Par extensió, el càlcul de l'ómer (en hebreu: ספירת העומר, Sefirat ha-Ómer) és un manament religiós de la tradició jueva que correspon a comptar 49 dies (7 setmanes) a partir del dia en què s'ofereix una ofrena d'un ómer d'ordi al Temple de Jerusalem (el segon dia de la festa de la Pasqua jueva) fins un dia abans de l'ofrena de blat de Xavuot.